# Naomi Beckwith
Naomi Beckwith (née en 1976 à Chicago) est conservatrice et directrice adjointe du Solomon R. Guggenheim Museum de New York. 
Elle a été nommée directrice de la documenta 16 en 2027. 

## Vie et éducation
Originaire de Chicago, Beckwith a grandi dans le quartier de Hyde Park et a fréquenté la Lincoln Park High School, avant de recevoir un baccalauréat en histoire de l'université Northwestern à Evanston dans l'Illinois. Elle a obtenu une maîtrise avec distinction de l'Institut Courtauld de Londres, présentant son mémoire de maîtrise sur Adrian Piper et Carrie Mae Weems.
Par la suite, elle a été boursière en études critiques Helena Rubenstein au Whitney Museum Independent Study Program à New York. Beckwith a été boursière de l'automne 2008 de la Fondation Andy Warhol pour les arts visuels et a été nommée Leader à surveiller 2011 par ArtTable. Elle siège aux conseils d'administration du Laundromat Project (New York) et de Res Artis (Amsterdam).

## Carrière
Avant de rejoindre le personnel du musée d'art contemporain de Chicago, Beckwith était commissaire associée au Studio Museum de Harlem. Avant son mandat au Studio Museum, Beckwith était la Whitney Lauder Curatorial Fellow à l' Institute of Contemporary Art de Philadelphie, où elle a travaillé sur de nombreuses expositions, dont Locally Localized Gravity (2007), une exposition et un programme d'événements présentés par plus de 100 artistes dont les pratiques sont sociales, participatives et communautaires.
Beckwith a également été coordinatrice du projet BAMart à Brooklyn Academy of Music et blogueuse invitée pour Art: 21. Elle a organisé et co-organisé des expositions dans les espaces alternatifs de New York, Recess Activities, Cuchifritos et Artists Space. En 2018, elle a été conseillère au commissariat pour l'exposition biennale d'art SITElines à Santa Fe. Elle a reçu la bourse de commissariat du fonds d'art de 2017 VIA (initiatives visionnaires en art), et la bourse de recherche du centre de leadership de la conservation 2017.
Après le MCA, Beckwith rejoint l'équipe du musée Solomon R. Guggenheim de New York en tant que directrice ajointe et conservatrice en chef Jennifer and David Stockman (un poste ouvert par ces derniers en 2013),. 
En décembre 2024, elle est nommée directrice de la documenta 16 qui se tiendra en 2027. 

## Expositions clés
Beckwith a organisé l'exposition 30 Seconds off an Inch, présentée par le Studio Museum de Harlem du 12 novembre 2009 au 14 mars 2010. Exposant des œuvres d'art de 42 artistes de couleur ou inspirés par la culture noire de plus de 10 pays, l'exposition a demandé aux visiteurs de réfléchir à la manière dont la signification sociale est formellement intégrée dans les œuvres d'art,.
Lynette Yiadom-Boakye: Any Number of Preoccupations a été présentée au Studio Museum du 11 novembre 2010 au 13 mars 2011. L'exposition a marqué la première exposition muséale personnelle de l'artiste britannique Lynette Yiadom-Boakye avec 24 toiles exposées.
Elle a également co-organisé la première grande enquête sur l'art d'Howardena Pindell au MCA du 24 février 2018 au 20 mai 2018,,.